# Соколов Володимир Олександрович
Володимир Олександрович Соколов (1 вересня 1923, Кюрей-Баши — 1997, Сімферополь) — український живописець і педагог; член Спілки радянських художників України з 1960 року. Чоловік мистецтвознавця Рози Бащенко.

## Біографія
Народився 1 вересня 1923 року в селі Кюрей-Баши (нині село Виноградне Феодосійського району Автономної Республіки Крим). У восьмирічному віці разом із батьками переїхав до Феодосії. 1940 році вступив до художньої студії Миколи Барсамова при картинній галереї Феодосії. Навчався у Миколи Барсамова та Костянтина Богаєвського. Під час німецько-радянської війни, разом з іншими студійцями, брав участь в упаковці картин галереї для евакуації до Єревану. Після закінчення студії протягом 1949—1952 років продовжив здобувати мистецьку освіту у Кримському художньому училищі імені Миколи Самокиша, де був учнем Віктора Апановича.
З 1965 року працював на Кримському художньо-виробничому комбінаті. Викладав у Кримському художньому училищі імені Миколи Самокиша. Мешкав у Сімферополі в будинку на вулиці Георгія Морозова, № 5/13, квартира № 4. Помер у 1997 році.

## Творчість
Працював у галузі станкового живопису, майстер панорамного пейзажу. Серед робіт:
- «Феодосія» (1956);
- «Коктебель» (1956);
- «Весна» (1957);
- «Долина Ароматна» (1960);
- «Збирання капусти» (1960);
- «Вершини Кара-Дагу» (1965);
- «Біля моря» (1967);
- «Перед путиною» (1967);
- «Штормове»  (1968);
- «У Керченському порту» (1984);
- «Керч» (1984);
- «Ранок у Сімферополі» (1984).

Брав участь у республіканських виставках з 1957 року.
Роботи художника знаходяться в Сімферопольському художньому музеї, картинній галереї Феодосії, в приватних зібраннях у Туреччині, Франції, Сполучених Штатах Америки.